# 游振宜
游振宜（1986年3月1日—），藝名小優，台灣女藝人，女演員，與邵庭是世新同班同學，2007年出道於中天綜合台《大學生了沒》節目。youtuber成立小優Oh嗨優頻道。
2011年間，與簡愷樂和張芳奕短暫成立孝女時代團體，亦曾為《全民最大黨》班底，扮演張雅琴、澎澎、金貝拉、葛仲珊、陳嘉樺等人。2011-2014年間在師大商圈開設韓國服飾店。2025 優美人生 主持人。

## 作品節選

### 音乐作品
單曲
- 2017年 守規矩小姐《棒棒》

MV/音樂錄影帶
- 2023年 古曜威《384公里》

### 影視作品
電視劇
- 2011年 台視《陽光天使》飾 陸露
- 2011年 中視《料理情人夢》飾 阿雙
- 2013年 中視《媽，親一下》飾 記者
- 2015年 樂視網《PMAM之慾望俱樂部》飾 Judy

電影
- 2011年《戀愛恐慌症》飾 阿美聞

### 节目主持
- 2013年-中天《台灣腳逛大陸》（代班主持）
- 2017年-直播節目《LOOKin小姐搞事情》
- 2019年-至今-狼谷競技台《Game什麼東西》
- 2025-《優美人生》主持人

## 爭議
2025年2月，游振宜被爆出在私下散播藝人胡瓜與宋羽荮的緋聞，導致經紀公司老闆吳宗憲震怒，隨即宣布與她解約。消息曝光後，游振宜在社群媒體發佈道歉聲明，並拍攝影片落淚，聲稱自己遭到閨密出賣。然而，此舉未能平息風波，反而引來昔日好友玥熹（夏乙薇）的公開指責，稱其試圖轉移焦點。
同時，宋羽葤在吳宗憲的建議下，開始蒐證準備提告，並表示游振宜過去曾多次傳播不實消息，對她造成影響。此外，游振宜也曾因「大嘴巴」形象引發爭議，過去曾在節目《小姐不熙娣》上，被藝人康茵茵、徐凱希、詹子晴等人公開批評「話太多」，並涉及爆料藝人大根隱婚生子的傳言。此次事件讓其形象受到進一步爭議。

## 外部連結
- 小優的Facebook專頁
- 小優的Instagram帳戶
- 游振宜的新浪微博